# Вадинск
Вадинск (рус. Ва́динск) је село у Русији и управно средиште Вадинског рејона Пензенске области. Налази се на реци Вад по којој је добио данашње име. Пре 1940. звао се Керенск.
Број становника: 4997 (попис 2009).
Керенск је био основан 1639. и до 1926. носио је статус града.
Главна знаменитост је Керенски Тихвински мушки манастир.